# Expreszo
Expreszo is een online tijdschrift dat gemaakt wordt voor en door homo-, lesbo-, bi- en transgenderjongeren in Nederland en Vlaanderen. Expreszo bestaat sinds 1988 zonder subsidies en is naast een online tijdschrift ook een landelijke belangenvereniging. Expreszo behandelt onderwerpen als uit de kast komen, seksualiteit, lifestyle, media, kunst en cultuur.

## Geschiedenis
Expreszo ontstond in 1988 uit Vijgeblad, het verenigingsblad van de Rotterdamse homojongerengroep Apollo. In samenwerking met jongerenorganisaties uit Dordrecht en Delft werd besloten een nieuw, volwaardig homojongerentijdschrift op te zetten. Hiervoor werd Stichting Hoezo opgericht. De naam Expreszo is verzonnen door Peter Zwaal, die ook als eerste hoofdredacteur fungeerde.
In 1991 werd de uitgave tijdelijk overgenomen door de Stichting Landelijk Homojongeren Overleg (LHJO), waarmee landelijke verspreiding mogelijk werd. Na het wegvallen van subsidie keerde de uitgave terug naar Stichting Hoezo, en werd het blad door vrijwilligers voortgezet.
Na een korte periode met fullcolor covers en losse verkoop in 1995, raakte Expreszo financieel in zwaar weer. In samenwerking met het COC kreeg het blad steun, en verhuisde het redactiewerk naar Amsterdam. Vanaf 1996 verscheen Expreszo zes keer per jaar en was het tussen 1999 en 2008 ook in Vlaamse kiosken verkrijgbaar.
In 2004 werd een speciale editie van Expreszo met steun van onder meer het ministerie van Onderwijs in een oplage van 420.000 exemplaren verspreid onder middelbare scholen, als onderdeel van het project PinkQuest. Het blad, dat tolerantie rond homoseksualiteit bespreekbaar wilde maken, bevatte onder andere interviews, een tolerantietest en foto's van zoenende stelletjes. Enkele tientallen scholen, voornamelijk christelijke en 'zwarte' scholen, weigerden het te verspreiden uit vrees voor negatieve reacties. De uitgave leidde tot Kamervragen en kritiek van CDA-staatssecretaris Ross-Van Dorp vanwege een satirische afbeelding van premier Balkenende. Volgens hoofdredacteur Merijn Henfling kwamen er echter ook positieve reacties binnen, en zijn er zelfs nabestellingen gedaan.
In 2008 werd een vernieuwingsslag ingezet waarbij Expreszo zich nadrukkelijker ging profileren als landelijke jongerenorganisatie. De redactie werd opnieuw gevormd door jongeren, en in 2010 kreeg het blad een restyling en een nieuw logo. Ook werd de website uitgebouwd tot platform voor jonge lhbt'ers.

### Belangenvereniging
In 2012 werd vereniging Expreszo opgericht, die sindsdien fungeert als jongerenorganisatie van het COC. Naast de uitgave van het tijdschrift organiseerde de vereniging activiteiten en richtte zij lokale afdelingen op.

### Activisme
Naast de publicatie van het tijdschrift organiseerde Expreszo incidenteel acties rond lhbti-rechten. In 2010 riep het jongerenblad op tot een spijbelprotest tegen de zogenoemde enkele-feitconstructie in het Nederlandse onderwijsrecht. In 2012 voerde Expreszo samen met COC Nederland actie tegen de invoering van antihomopropagandawetgeving in Sint-Petersburg.

### Van tijdschrift naar webzine
In de zomer van 2014 besloot vereniging Expreszo, naar aanleiding van teruglopende verkoopcijfers en de oprukkende digitalisering, de papieren uitgave van het tijdschrift te stoppen. De vijfde editie van dat jaar ('In with the new'), die bij de leden/abonnees in oktober 2014 op de deurmat viel, was het laatste nummer van het tijdschrift. Vervolgens werd de website van de vereniging in het format van een tijdschrift gegoten en maakte Expreszo een doorstart als online webzine, met meer plek voor features en een snellere doorstroming voor nieuwsberichten.